# Daniel Duval
Daniel Duval (28. listopadu 1944 Vitry-sur-Seine, Francie – 10. října 2013) byl francouzský filmový a televizní herec a režisér. Svou první roli dostal v roce 1974 ve filmu Le Voyage d'Amélie. Později hrál v řadě dalších filmů. Za svůj film L'ombre des châteaux z roku 1977 získal stříbrnou cenu na moskevském mezinárodním filmovém festivalu.

## Filmografie (výběr)
Herecká
- Ať začne slavnost... (1974)
- Agrese (1975)
- Jdi za mámou, táta pracuje (1978)
- Soudce (1984)
- Le Vent de la nuit (1999)
- Gomez a Tavaréz (2003)
- Čas vlků (2003)
- Válka policajtů (2004)
- Process (2004)
- Utajený (2005)
- Čas, který zbývá (2005)
- Druhý dech (2007)
- Vzdálená chvění (2008)
- Okrsek 13: Ultimátum (2009)
- Krásné lži (2010)
- Proti větru (2011)
- Gang Story (2011)

Režijní
- L'ombre des châteaux (1977)
- La Dérobade (1979)
- Rok v mém životě (2006)